# Un coin de la table du peintre
Un coin de la table du peintre est une peinture à l'huile sur bois (120 × 38,5 cm) du peintre italien Giovanni Boldini datée de vers 1897. Elle est conservée au musée Giovanni Boldini à Ferrare. 

## Contexte
Boldini a traité la nature morte d'abord et avant tout comme un exercice à caractère privé. L'atmosphère intime et suggestive de Un coin de la table du peintre permet de la rapprocher d'autres vues de la demeure et de l'atelier de Boldini, thèmes dominants d'une recherche figurative singulière menée par l'artiste à partir de la seconde moitié des années 1880. D'abord utilisées comme arrière-plans de visites d'amis ou de soirées musicales, ces vues sont progressivement dépouillées de la présence humaine : l'attention du peintre se porte de plus en plus sur les environnements et les objets qu'elles contiennent qui deviennent, seuls protagonistes de cet univers « privé ».
En observant ces œuvres, on a aussi l'impression qu'elles cachent le désir subtil de raconter, à travers des images d'espaces et d'objets vécus plus intensément, quelque chose de la personne qui habite ces environnements et possède ces objets. Les tableaux posés aux murs, l'horloge Louis XV, le manteau abandonné sur la bergère, le moulage en plâtre du buste du Cardinal de Médicis par Le Bernin ou, encore, le tableau du peintre, sont chargés de sens devenant, à partir de simples éléments formels, présences vivantes et éloquentes. C'est peut-être l'esprit avec lequel Boldini traite les genres des intérieurs d'atelier et des natures mortes ; le même avec lequel le vieil artiste admoneste le jeune Filipo De Pisis, en visite à Paris en 1925, qui venait d'avouer en tant que peintre de natures mortes : « Oh, mon Dieu, quelle tristesse... faites les bonnes choses vivantes ».
L'esquisse à l'huile constituait à l'origine les vers du panneau avec « Un coin de la table du peintre » (inv. n° 1376), qui ont ensuite été séparés pour obtenir deux représentations indépendantes. Le caractère d'un exercice pictural est évident.

## Analyse
Ce tableau se distingue des autres natures mortes du peintre par sa conception et son exécution. Sous l'effet du format vertical très accentué et de l'audacieux point de vue « à vol d'oiseau », les objets représentés paraissent poussés vers le spectateur. Le procédé adopté confère tout son relief au précieux service en porcelaine et en argent sur lequel se détachent les notes orange et vertes des abricots, mais aussi les initiales « GB » brodées sur la nappe, attribut d'un artiste au statut social et au train de vie analogues à ceux de ses riches commanditaires. Ce tableau, très singulier par son format, trahit un désir sensible de Boldini de se dévoiler. À travers les objets qu'il possède, il propose un autoportrait indirect.
Les vues de l'atelier, avec leurs tableaux accrochés aux murs, leurs bibelots et leurs objets d'usage courant, représentent un univers formel doué d'un immense charme, mais semblent devenir pour Boldini les instruments d'une description de sa propre intériorité et de ses affects. Les outils et les objets du quotidien tels que ceux représentés ici deviennent de manière inattendue un univers formel capable de susciter des émotions et des suggestions.
Intérieur élégant avec figures en mouvement, aussi conservé au musée Giovanni Boldini de Ferrare, constituait à l'origine avec Un coin de la table du peintre, le verso du panneau d'une œuvre, qui ont ensuite été séparés pour obtenir deux représentations indépendantes. Le caractère d'un exercice pictural est évident.